# Ковальовка (Новосибірська область)
Ковальовка (рос. Ковалёвка) — селище у Тогучинському районі Новосибірської області Російської Федерації.
Входить до складу муніципального утворення Гутовська сільрада. Населення становить 174 особи (2010).

## Історія
Згідно із законом від 2 червня 2004 року органом місцевого самоврядування є Гутовська сільрада.

## Населення
| 2002 | 2007 | 2010 |
| ---- | ---- | ---- |
| 222  | ↘199 | ↘174 |